# Ficus pedunculosa
Ficus pedunculosa är en mullbärsväxtart som beskrevs av Friedrich Anton Wilhelm Miquel. Ficus pedunculosa ingår i släktet fikonsläktet, och familjen mullbärsväxter. Inga underarter finns listade i Catalogue of Life.